# Parioglossus lineatus
Parioglossus lineatus är en fiskart som beskrevs av Rennis och Hoese, 1985. Parioglossus lineatus ingår i släktet Parioglossus och familjen Ptereleotridae. IUCN kategoriserar arten globalt som otillräckligt studerad. Inga underarter finns listade i Catalogue of Life.